# Baron Egremont

Wappen der Barone Egremont (1449)

Wappen der Barone Egremont (1863)

Baron Egremont ist ein erblicher britischer Adelstitel, der je einmal in der Peerage of England und in der Peerage of the United Kingdom verliehen wurde.

## Verleihungen
Erstmals wurde der Titel am 20. November 1449 durch Letters Patent in der Peerage of England für Sir Thomas Percy geschaffen. Er war ein jüngerer Sohn des Henry Percy, 2. Earl of Northumberland aus dem Hause Percy. Der Titel erlosch beim kinderlosen Tod seines Sohnes, des 2. Barons, im Frühjahr 1497.
In zweiter Verleihung wurde am 27. November 1963 in der Peerage of the United Kingdom der Titel Baron Egremont, of Petworth in the County of Sussex, an Hon. John Wyndham verliehen. Er war der Sohn des Edward Wyndham, 5. Baron Leconfield und beerbte diesen am 17. Oktober 1967 auch als 6. Baron Leconfield. Beide Titel sind seither vereint. Heutiger Titelinhaber ist seit 1972 sein Sohn Max Wyndham als 7. Baron Leconfield und 2. Baron Egremont.

## Liste der Barone Egremont

### Barone Egremont, erste Verleihung (1449)
- Thomas Percy, 1. Baron Egremont (1422–1460)
- John Percy, 2. Baron Egremont (um 1459–1497)

### Barone Egremont, zweite Verleihung (1863)
- John Wyndham, 6. Baron Leconfield, 1. Baron Egremont (1920–1972)
- Max Wyndham, 7. Baron Leconfield, 2. Baron Egremont (* 1948)

Titelerbe (Heir apparent) ist der Sohn des aktuellen Titelinhabers, Hon. George Wyndham (* 1983).